# Amigo Express
Pour les articles homonymes, voir Amigo.
AmigoExpress (présent en anglais sous le nom Kangaride) est une plateforme de covoiturage privée offrant des voyages interurbains en Amérique du Nord. Avec plus de 650 000 membres en 2020, AmigoExpress est le leader du covoiturage au Canada. 

## Histoire
Covoiturage AmigoExpress a été créée le 16 février 2006 par Marc-Olivier Vachon.  Le nombre d’abonnés atteint 7 000 personnes dès la première année d’activité et dépasse les 33 000 membres en 2009. En mars 2012, l’entreprise lance une nouvelle version de son site web, ce qui favorise son expansion. Début 2020, AmigoExpress compte plus de 650 000 membres à son actif et des milliers de transports réservés chaque semaine.

## Description
Le plateforme AmigoExpress en ligne et mobile met en contact les conducteurs et les passagers qui désirent voyager ensemble. Les conducteurs affichent leurs départs et les places libres dans leur voiture et les passagers réservent une place dans le transport qui leur convient. 
AmigoExpress encadre la sécurité du covoiturage sur trois axes. Chaque permis de conduire est validé auprès de l’autorité de transport applicable. Les membres peuvent évaluer chaque transport et l’évaluation globale d’un conducteur est visible avant de réserver. L’équipe AmigoExpress offre un service à la clientèle 365 jours par année et effectue des processus de contrôle-qualité sur les premiers transports de tous.